# 美利坚大学
美利堅大學（American University，簡稱AU或American），是一所位于美國華盛頓特區的私立文理學院及研究型大學，由衛理公會教派联合會創辦。因地處華盛頓特區，尤以國際服務學院的政治學、國際關係學、發展經濟學等社會科學著名。

## 历史
该校是經由1892年12月5日一部美國國会通过、總統本傑明·哈里森批准的法令成立的，法人名稱“美利堅大學”（The American University）。 1957年在美國總統艾森豪威爾的支持下成立國際服務學院（School of International Service）。該校歷史與美國政治史與美國外交史關係緊密。

## 現況
美利堅大學與喬治城大學（Georgetown University）、喬治·華盛頓大學（The George Washington University）並稱「華府三大學」。美國大學的國際服務學院、公共事務學院和傳媒學院名列前茅。現在該校有大約 6000 名大學部學生、3912 名研究生。美國歷史上的總統從肯尼迪到奧巴馬都訪問過美利堅大學，並且有六任美國總統在美利堅大學擔任董事會任職，每一位美國總統都曾經在大學為師生們演講。
該校位於美國首府華盛頓特區的西北區眾所周知的使館區，離市中心不遠，距離白宮車程15分鐘，緊鄰世界銀行，貨幣基金組織等機構，屬於華府地區最安全的地區之一。由於地處美國政治中心首都華盛頓，所以美利堅大學在政治學、公共事務、管理及國際關係等專業學科上排名名列前茅，並擁有全美最大、全球第二大的國際服務學院。全校學生實習率高達89%。

## 組織
- 國際服務學院（School of International Service）
- 公共事務學院（School of Public Affairs）
- 傳播學院（School of Communication）
- 文理學院（College of Arts & Sciences）
- 科歌商學院（Kogod School of Business）
- 教育學院（School of Education）
- 華盛頓法學院（Washington College of Law）
- 職業與進修學院（School of Professional & Extended Studies）

## 排名
根據2024年的美國新聞與世界報導，美利堅大學在全美國家級大學中排名第91名。

## 外部連結
- 官方网站